# Liga dos Campeões da UEFA de 2012–13 – Fases Finais
Nas fases finais, as equipes classificadas jogaram partidas eliminatórias de ida e volta, com exceção da final, que ocorrereu em partida única no Estádio Novo Wembley, em Londres.

## Sorteios
Todos os sorteios serão realizados na sede da UEFA em Nyon, Suíça.
| Fase             | Data do sorteio               | Partidas de ida                        | Partidas de volta                      |
| ---------------- | ----------------------------- | -------------------------------------- | -------------------------------------- |
| Oitavas de final | 20 de Dezembro de 2012, 11:30 | 12–13 & 19–20 de Fevereiro de 2013     | 5–6 & 12–13 de Março de 2013           |
| Quartas-de-final | 15 de Março de 2013, 11:00    | 2–3 de Abril de 2013                   | 9–10 de Abril de 2013                  |
| Semi-finais      | 12 de Abril de 2013, 11:00    | 23–24 de Abril de 2013                 | 30 de Abril – 1 de Maio de 2013        |
| Final            | 12 de Abril de 2013, 11:00    | 25 de Maio de 2013 no Wembley, Londres | 25 de Maio de 2013 no Wembley, Londres |

## Equipes classificadas
| Chave de cores                                |
| --------------------------------------------- |
| Cabeças de série para as oitavas-de-final     |
| Não cabeças de série para as oitavas-de-final |

| Grupo | Vencedores          | Vices            |
| ----- | ------------------- | ---------------- |
| A     | Paris Saint-Germain | Porto            |
| B     | Schalke 04          | Arsenal          |
| C     | Málaga              | Milan            |
| D     | Borussia Dortmund   | Real Madrid      |
| E     | Juventus            | Shakhtar Donetsk |
| F     | Bayern de Munique   | Valencia         |
| G     | Barcelona           | Celtic           |
| H     | Manchester United   | Galatasaray      |

## Disputa
Cada encontro nesta fase é disputada em dois jogos, ida e volta, com cada equipe jogando em sua sede. A equipe que alcançar a maior pontuação agregada nos dois jogos classifica-se para a próxima fase. Em caso de empate, é aplicada a regra do gol fora de casa, isto é, vence a equipe que marcou mais gols na casa do adversário.
Se persistir o empate, então haverá uma prorrogação e a regra do gol fora de casa é aplicada, ou seja, se houver gols marcados na prorrogação, ainda que o placar agregado seja empate, a equipe visitante classifica-se por marcar mais gols na casa do adversário.
Se não forem marcados gols na prorrogação, o encontro é decidido em cobrança de pênaltis. A final é disputada em partida única.

## Oitavas de final

### Jogos de ida
| 12 de fevereiro de 2013 | Celtic | 0 – 3     | Juventus                               | Celtic Park, Glasgow                         |
| 20:45                   |        | Relatório | Matri 3' · Marchisio 77' · Vučinić 83' | Público: 57 917 Árbitro: ESP Alberto Undiano |

| 12 de fevereiro de 2013 | Valencia | 1 – 2     | Paris Saint-Germain       | Estádio de Mestalla, Valência                  |
| 20:45                   | Rami 90' | Relatório | Lavezzi 10' · Pastore 43' | Público: 36 000 Árbitro: ITA Paolo Tagliavento |

| 13 de fevereiro de 2013 | Shakhtar Donetsk             | 2 – 2     | Borussia Dortmund             | Donbas Arena, Donetsk                    |
| 20:45                   | Srna 31' · Douglas Costa 68' | Relatório | Lewandowski 41' · Hummels 87' | Público: 49 050 Árbitro: ENG Howard Webb |

| 13 de fevereiro de 2013 | Real Madrid           | 1 – 1     | Manchester United | Estádio Santiago Bernabéu, Madrid        |
| 20:45                   | Cristiano Ronaldo 30' | Relatório | Welbeck 20'       | Público: 79 429 Árbitro: GER Felix Brych |

| 19 de fevereiro de 2013 | Porto             | 1 – 0     | Málaga | Estádio do Dragão, Porto                      |
| 20:45                   | João Moutinho 56' | Relatório |        | Público: 42 209 Árbitro: ENG Mark Clattenburg |

| 19 de fevereiro de 2013 | Arsenal      | 1 – 3     | Bayern de Munique                     | Emirates Stadium, Londres                      |
| 20:45                   | Podolski 55' | Relatório | Kroos 7' · Müller 21' · Mandžukić 77' | Público: 59 974 Árbitro: NOR Svein Oddvar Moen |

| 20 de fevereiro de 2013 | Galatasaray | 1 – 1     | Schalke 04 | Türk Telekom Arena, Istambul                |
| 20:45                   | Yılmaz 12'  | Relatório | Jones 45'  | Público: 79 532 Árbitro: SCO William Collum |

| 20 de fevereiro de 2013 | Milan                     | 2 – 0     | Barcelona | Estádio San Siro, Milão                    |
| 20:45                   | Boateng 57' · Muntari 81' | Relatório |           | Público: 50 734 Árbitro: SCO Craig Thomson |

### Jogos de volta
| 5 de março de 2013 | Manchester United       | 1 – 2     | Real Madrid                        | Old Trafford, Manchester                  |
| 20:45              | Sergio Ramos 48' (g.c.) | Relatório | Modrić 66' · Cristiano Ronaldo 69' | Público: 74 959 Árbitro: TUR Cüneyt Çakır |

Real Madrid venceu por 3–2 no agregado e avançou a próxima fase.
| 5 de março de 2013 | Borussia Dortmund                                   | 3 – 0     | Shakhtar Donetsk | Estádio Signal Iduna Park, Dortmund        |
| 20:45              | Felipe Santana 31' · Götze 37' · Błaszczykowski 59' | Relatório |                  | Público: 65 413 Árbitro: SVN Damir Skomina |

Borussia Dortmund venceu por 5–2 no agregado e avançou a próxima fase.
| 6 de março de 2013 | Paris Saint-Germain | 1 – 1     | Valencia  | Estádio Parc des Princes, Paris            |
| 20:45              | Lavezzi 66'         | Relatório | Jonas 55' | Público: 44 867 Árbitro: SRB Milorad Mažić |

Paris Saint-Germain venceu por 3–2 no agregado e avançou a próxima fase.
| 6 de março de 2013 | Juventus                     | 2 – 0     | Celtic | Juventus Stadium, Turim                    |
| 20:45              | Matri 24' · Quagliarella 65' | Relatório |        | Público: 39 011 Árbitro: TUR Fırat Aydınus |

Juventus venceu por 5–0 no agregado e avançou a próxima fase.
| 12 de março de 2013 | Schalke 04                  | 2 – 3     | Galatasaray                             | Veltins-Arena, Gelsenkirchen                |
| 20:45               | Neustädter 17' · Bastos 63' | Relatório | Altıntop 37' · Yılmaz 42' · Bulut 90+5' | Público: 54 142 Árbitro: SWE Jonas Eriksson |

Galatasaray venceu por 4–3 no agregado e avançou a próxima fase.
| 12 de março de 2013 | Barcelona                              | 4 – 0     | Milan | Camp Nou, Barcelona                        |
| 20:45               | Messi 5', 39' · Villa 55' · Alba 90+2' | Relatório |       | Público: 94 944 Árbitro: HUN Viktor Kassai |

Barcelona venceu por 4–2 no agregado e avançou a próxima fase.
| 13 de março de 2013 | Málaga                    | 2 – 0     | Porto | Estádio La Rosaleda, Málaga                 |
| 20:45               | Isco 43' · Santa Cruz 77' | Relatório |       | Público: 27 451 Árbitro: ITA Nicola Rizzoli |

Málaga venceu por 2–1 no agregado e avançou a próxima fase.
| 13 de março de 2013 | Bayern de Munique | 0 – 2     | Arsenal                   | Allianz Arena, Munique                      |
| 20:45               |                   | Relatório | Giroud 3' · Koscielny 86' | Público: 68 000 Árbitro: CZE Pavel Královec |

3–3 no placar agregado. Bayern de Munique avançou a próxima fase pela regra do gol fora de casa.

## Quartas de final

### Jogos de ida
| 2 de abril de 2013 | Paris Saint-Germain             | 2 – 2     | Barcelona                  | Parc des Princes, Paris                     |
| 20:45              | Ibrahimović 79' · Matuidi 90+4' | Relatório | Messi 38' · Xavi 89' (pen) | Público: 45 336 Árbitro: GER Wolfgang Stark |

| 2 de abril de 2013 | Bayern de Munique     | 2 – 0     | Juventus | Allianz Arena, Munique                        |
| 20:45              | Alaba 1' · Müller 63' | Relatório |          | Público: 68 000 Árbitro: ENG Mark Clattenburg |

| 3 de abril de 2013 | Málaga | 0 – 0     | Borussia Dortmund | Estádio La Rosaleda, Málaga                 |
| 20:45              |        | Relatório |                   | Público: 28 548 Árbitro: SWE Jonas Eriksson |

| 3 de abril de 2013 | Real Madrid                                      | 3 – 0     | Galatasaray | Estádio Santiago Bernabéu, Madrid              |
| 20:45              | Cristiano Ronaldo 9' · Benzema 29' · Higuaín 73' | Relatório |             | Público: 76 462 Árbitro: NOR Svein Oddvar Moen |

### Jogos de volta
| 9 de abril de 2013 | Borussia Dortmund                                   | 3 – 2     | Málaga                   | Signal Iduna Park, Dortmund                |
| 20:45              | Lewandowski 40' · Reus 90+1' · Felipe Santana 90+3' | Relatório | Joaquín 25' · Eliseu 82' | Público: 65 829 Árbitro: SCO Craig Thomson |

Borussia Dortmund venceu por 3–2 no agregado e avançou a próxima fase.
| 9 de abril de 2013 | Galatasaray                           | 3 – 2     | Real Madrid                 | Türk Telekom Arena, Istambul                 |
| 20:45              | Eboué 57' · Sneijder 70' · Drogba 72' | Relatório | Cristiano Ronaldo 7', 90+2' | Público: 49 975 Árbitro: FRA Stéphane Lannoy |

Real Madrid venceu por 5–3 no agregado e avançou a próxima fase.
| 10 de abril de 2013 | Barcelona | 1 – 1     | Paris Saint-Germain | Camp Nou, Barcelona                        |
| 20:45               | Pedro 71' | Relatório | Pastore 50'         | Público: 96 022 Árbitro: NED Björn Kuipers |

3–3 no agregado. Barcelona avança a próxima fase pela Regra do gol fora de casa.
| 10 de abril de 2013 | Juventus | 0 – 2     | Bayern de Munique             | Juventus Stadium, Turim                              |
| 20:45               |          | Relatório | Mandžukić 64' · Pizarro 90+1' | Público: 40 823 Árbitro: ESP Carlos Velasco Carballo |

Bayern de Munique venceu por 4–0 no agregado e avançou a próxima fase.

## Semifinais

### Jogos de ida
| 23 de abril de 2013 | Bayern de Munique                        | 4 – 0     | Barcelona | Allianz Arena, Munique                     |
| 15:45               | Müller 25', 82' · Gómez 49' · Robben 73' | Relatório |           | Público: 68 000 Árbitro: HUN Viktor Kassai |

| 24 de abril de 2013 | Borussia Dortmund                   | 4 – 1     | Real Madrid           | Signal Iduna Park, Dortmund                |
| 15:45               | Lewandowski 8', 50', 55', 66' (pen) | Relatório | Cristiano Ronaldo 43' | Público: 65 829 Árbitro: NED Björn Kuipers |

### Jogos de volta
| 30 de abril de 2013 | Real Madrid                    | 2 – 0     | Borussia Dortmund | Estádio Santiago Bernabéu, Madrid        |
| 20:45               | Benzema 83' · Sergio Ramos 88' | Relatório |                   | Público: 79 429 Árbitro: ENG Howard Webb |

Borussia Dortmund venceu por 4–3 no agregado e avançou a final. E o Real Madrid ficou em 4º lugar na liga.
| 1 de maio de 2013 | Barcelona | 0 – 3     | Bayern de Munique                          | Camp Nou, Barcelona                        |
| 20:45             |           | Relatório | Robben 49' · Piqué 72' (g.c.) · Müller 76' | Público: 96 636 Árbitro: SVN Damir Skomina |

Bayern de Munique venceu por 7–0 no agregado e avançou a final. E o Barcelona ficou em 3º lugar na liga.

## Final
| 25 de maio de 2013 | Borussia Dortmund  | 1 – 2     | Bayern de Munique          | Estádio de Wembley, Londres                 |
| 15:45              | Gündoğan 67' (pen) | Relatório | Mandžukić 60' · Robben 89' | Público: 86 288 Árbitro: ITA Nicola Rizzoli |